# Комишевська сільська рада (Шатровський район)
Коми́шевська сільська рада (рос. Камышевский сельский совет) — сільське поселення у складі Шатровського району Курганської області Росії.
Адміністративний центр — село Комишевка.
Населення сільського поселення становить 509 осіб (2017; 615 у 2010, 867 у 2002).

## Склад
До складу сільського поселення входять:
| Населений пункт       | Населення, осіб (2002) | Населення, осіб (2010) |
| --------------------- | ---------------------- | ---------------------- |
| Кокуй, присілок       | 47                     | 27                     |
| Комишевка, село       | 733                    | 542                    |
| Пушнякова, присілок   | 66                     | 43                     |
| Усть-Терсюк, присілок | 21                     | 3                      |